# 明雅·塞巴·加爾
明雅·塞巴·加爾（羅馬尼亞語：Minya Csaba Gál；1985年3月7日—）是一位羅馬尼亞橄欖球運動員。他是羅馬尼亞國家橄欖球隊的一員，代表羅馬尼亞參加了2015年世界盃橄欖球賽。